# Synagogue de Verdun
La synagogue de Verdun est une synagogue située à Verdun dans le département de la Meuse, en Lorraine, dans la région administrative Grand Est.
La première synagogue construite en 1805 est détruite par les bombardements de la guerre franco-allemande de 1870. La synagogue actuelle est construite de 1873 à 1875 dans le style hispano-mauresque. Profanée  par les Allemands lors de la Seconde Guerre mondiale, elle est restaurée par les membres de la communauté israélite de l'Armée américaine. L'ancienne maison du rabbin est accolée à la synagogue, ce qui est l'unique exemple en Lorraine.
Elle est classée aux monuments historiques depuis le 7 octobre 2002, et conserve plusieurs objets de cultes classés depuis le 7 décembre 1998.

## Historique
En 1805, une première synagogue est construite sur l'emplacement de l'ancien couvent des Jacobins, installés depuis 1222. Elle est presque entièrement détruite par les bombardements de la guerre franco-allemande de 1870.
La synagogue est reconstruite de 1873 à 1875 par l'architecte Henri Mazilier dans le style hispano-mauresque, aux frais de la communauté israélite de Verdun. En 1872, un bâtiment rectangulaire est construit accolé à la synagogue, pour servir de logement au ministre-officiant et au rabbin.
Après avoir été profanée par les Allemands lors de la Seconde Guerre mondiale, la synagogue est restaurée par les membres de la communauté israélite de l'Armée américaine,.
L'édifice connait des travaux de restauration à partir de 1995. Par exemple, les Tables de la Loi détruites lors d'une tempête en août 1958 retrouvent leur place au sommet de la synagogue.
La synagogue est classée aux monuments historiques le 7 octobre 2002.
En mars 2016, la synagogue est victime de tags antisémites : croix gammées et phrases d'insultes.
Une campagne de restauration avec le soutien de la Fondation du Patrimoine est lancée en 2019 pour trois ans.

## Architecture
La synagogue est de style hispano-mauresque, s'inspirant de l'Espagne islamique. Le style est caractérisé par la polychromie des matériaux (calcaire blanc et brique rouge), l'usage d'arcs outrepassés et de merlons chantournés. L'édifice de plan rectangulaire est précédé de deux parvis. Devant l'entrée, un porche est soutenu par quatre colonnes supportant des arcs outrepassés. Le décor est composé de motifs géométriques et végétales, et contient des caractères hébraïques,. Des étoiles de David sont inscrits dans les rosaces et les Tables de la Loi couronnent l'édifice.
À l'intérieur, la nef, réservée aux hommes, comprend trois vaisseaux délimités par des colonnes de fonte qui supportent les galeries à l'usage des femmes. En sous-sol, est installé le bain rituel ou purificatoire. Les pans vitrés de la toiture pallient l'absence d'éclairage latéral,.
L'édifice accolée à la droite de la synagogue est l'ancienne maison du rabbin, avec cave, rez-de-chaussée, étage et combles. Ce regroupement, synagogue et maison du rabbin, est l'unique exemple qui existe en Lorraine.

Vues de la synagogue
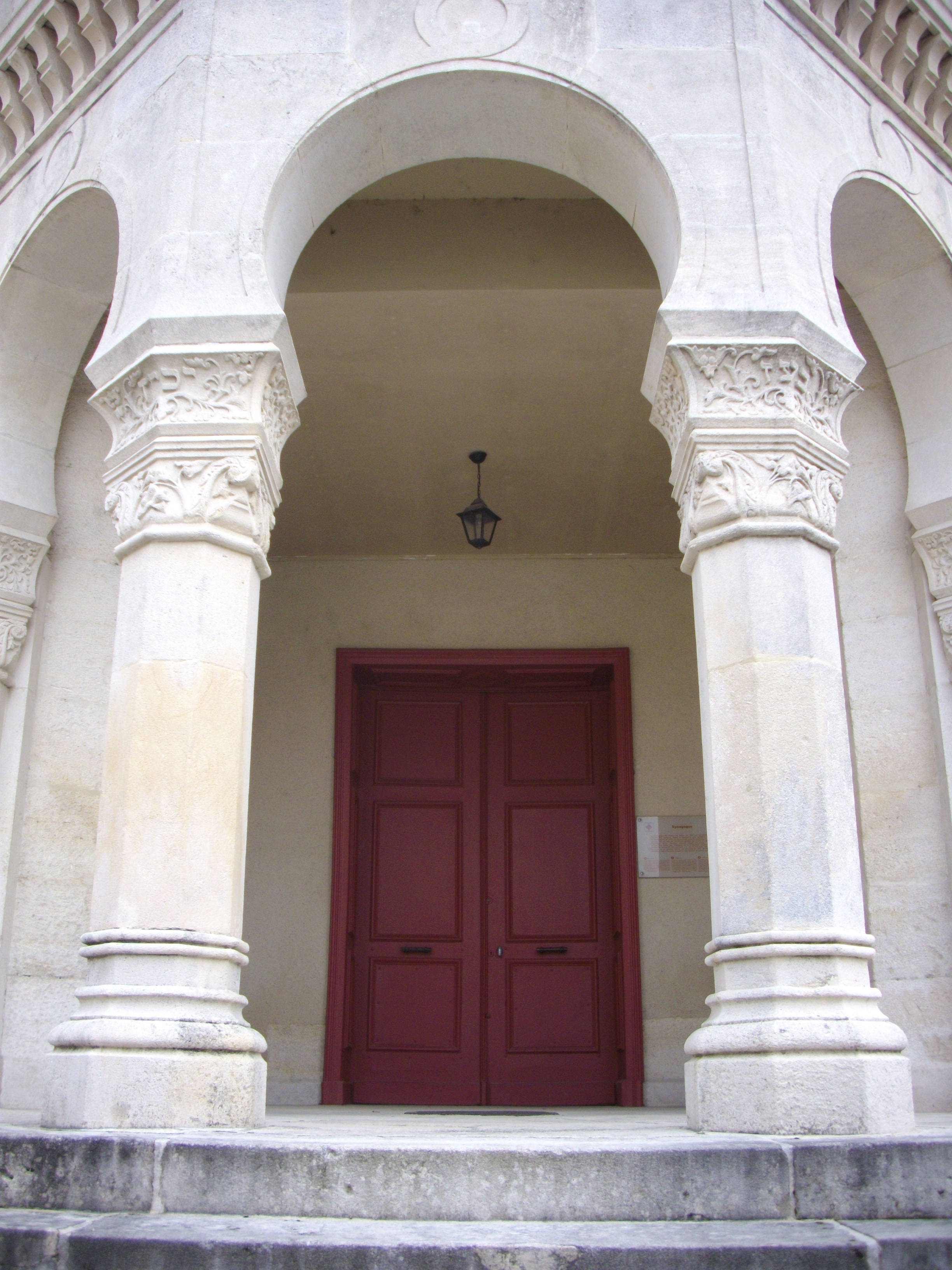
Porche.
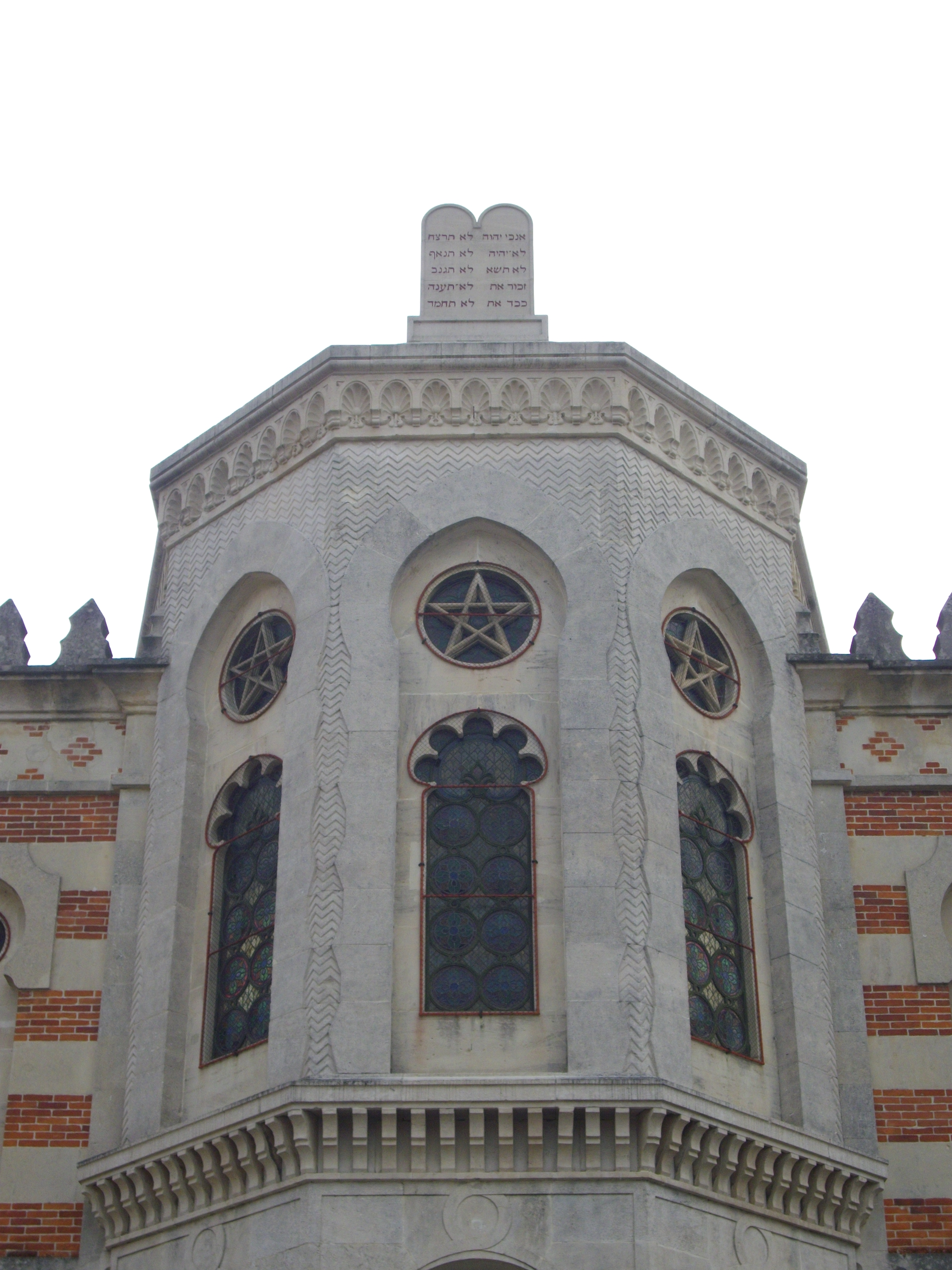
Façade.

## Objets liturgiques
La synagogue conserve plusieurs objets de cultes, dont six sont classés aux monuments historiques.
La plaque de Torah ou tass est en laiton argenté et date du XVIIIe siècle. Sa décoration rappelle celle des retables de la même époque présents dans les églises catholiques. De forme trapézoïdale, elle représente deux pilastres flanqués d'ailerons à volutes ornés de chutes de fruits et de corbeilles de fleurs. L'objet est classé aux monuments historiques le 7 décembre 1998.
La main de lecture ou yad est utilisé pour lire la Torah sans la toucher. La pièce en argent date du XIXe siècle. Elle est classée aux monuments historiques le 7 décembre 1998.
Les rimonims en argent sont des ornements sur lesquels on pose les axes de bois supportant les rouleaux de la Torah. Le premier rimonim date du XVIIIe siècle et est l'œuvre de l'orfèvre messin Jean-Baptiste Gibout. Un pied orné de motifs floraux est surmonté d'une tige cylindrique annelée et couronné d'une grenade. Une inscription en hébreu sur le pied affirme : « C'est un arbre de vie pour ceux qui les soutiennent et ceux qui la soutiennent sont heureux ». L'objet est une offrande d'un certain Païsse et de son épouse Ritzel,. Le deuxième rimonim est réalisé par Étienne Savoye à la limite du XVIIIe et du XIXe siècle. Un pied circulaire à ressauts est orné d'une frise d'ondulations entrecroisées, de palmettes et de fleurs. Le fût est cannelé et la partie supérieure est une grenade. Les deux objets sont classés aux monuments historiques le 7 décembre 1998,.
La lampe de Hanoucca utilisée lors de la fête des Lumières est réalisée en laiton au XIXe siècle. Un brûleur placé sous l'étoile de David transmet la flamme aux huit autres disposés plus bas, jour après jour. Cet évènement évoque le miracle relaté dans les quatre livres des Maccabées : la Révolte des Maccabées au IIe siècle av. J.-C. Une unique fiole d'huile permet d'alimenter la lampe pendant les huit jours de la fête. L'objet est classé aux monuments historiques le 7 décembre 1998,.
Une coupe de sanctification en argent ciselé date de 1875. En forme de tulipe, la coupe est dressée sur un pied à quatre nœuds et possède un décor floral. Une inscription sur le pied indique : « Offert par Mme Gustave Levy, née Pauline Daniel (de Verdun) le 19 février 1875 ». L'objet est classé aux monuments historiques le 7 décembre 1998.